# スージー・カン
スージー・カン（Susie Kang、강수지、姜修智。1967年5月20日 - )は大韓民国の女性歌手。カン・スージー、カン・スジと呼ばれることもある。

## 概要
ソウル特別市出身、小学生から学生時代までをニューヨークで過ごした。カン・スジは、韓国語の本名を転記したもので、日本で東芝EMI所属時代にはカン・スージーと表記していた。
1988年にアメリカで行われたコンテストで金賞を取り、その歌唱力が認められたのをきっかけに、韓国で1990年にファーストアルバム（代表曲「紫色の香り」）でデビュー。透明感のある声を持つ清純派歌手として1990年代の韓国で人気を博した。また、作詞家としても活動。自分の楽曲以外にもキム・ワンソンやリュ・シウォンなどに楽曲を提供した。
1995年に日本でデビューし、活動拠点を移した。日本語が話せるようになると、独特の「への字口」が魅力の韓国美女として、『ろみひー』、『メレンゲの気持ち』、『ウチくる!?』など、一時は数多くのバラエティ番組に頻繁に出演していたが、僅か数年で韓国へと帰国した。
2001年に韓国で歯科医と結婚し、2003年に女児を出産したが、2006年に離婚している。
2018年、タレントのキム・グクジンと再婚。

## ディスコグラフィ

### 韓国盤

#### アルバム
- 第1集「紫色の香り （보라빛 향기）」（1990年）
- 第2集「散らばった日々 （흩어진 나날들）」（1991年）
- 第3集「私の心わかりますか （내 마음 알겠니）」（1992年）
- 「Best Album」（ベスト盤）（1993年）
- 第4集「その時わかるでしょう （그때는 알겠지）」（1993年）
- 第5集「美しいあなたに （널 보내지 않아）」（1994年）
- 第6集「あなたを行かせない （널 보내지 않아）」（1995年）
- 「For You Single」（4曲入りミニアルバム）（1995年）
- 第7集「One＆Only」（1996年）
- 「Best」（ベスト盤）（1996年）
- 第8集「Kissing You」（1997年）
- 第9集「Wish」（1998年）
- 第10集「Loveletter Mailed 10 Years Ago」（2002年）
- 「kang Susie Best one～nine ＋ single」（Rimixベストアルバム）（2002年）

#### デジタルシングル
- 「Thanks Always」（2009年）
- 「思い出は雪のように （추억은 눈꽃처럼）」（2010年）

### 日本盤

#### アルバム
- 『Self Selection 韓国オリジナルソング BEST 12』（1995年）

#### シングル
- 「愛だけじゃたりない」（MBS系ドラマ『野々山家の人々RETURN』テーマ曲）（1995年）
- 「勇気をください」（1996年）
- 「銀河の果てまで」（ミュージカル『Galaxy Express 999』テーマ曲）（1997年）
- 「記念日の食卓」（「プロカリテ」CMソング）（1998年）
- 「Moonlight Dream」(S.E.N.S. featuring Susie Kang名義  　映画「いちげんさん」主題歌)（2000年）

## 受賞歴
- 1988年 - MBC大学歌謡祭アメリカ東部地域金賞
- 1990年 - MBC10大歌手歌謡祭・女子新人歌手賞
- 1991年 - KBS歌謡大賞・歌手賞
- 1991年 - MBC10大歌手歌謡祭・歌手賞
- 1991年 - ソウル歌謡大賞
- 1992年 - KBS歌謡大賞・歌手賞
- 1992年 - MBC10大歌謡祭・歌手賞
- 1992年 - ソウル歌謡大賞